# Burgstall Mühlberg (Oberösterreich)
Der Burgstall Mühlberg (Flurname Gschloßhübl) ist eine abgegangene Spornburg in der Gemeinde Lichtenberg im Bezirk Urfahr-Umgebung von Oberösterreich. Die Anlage wurde durch Alexander Klapka im Jahre 1958 entdeckt.
Die Burg kann dem Adelsgeschlecht der Mühlberger zugeschrieben werden, das 1270 für diese Gegend bezeugt ist (ein Dietmarus de Mulperg wird hier 1270 genannt). Er liegt auf einem aus dem Hang vorspringenden Sporn in der Nähe des Bauernhofes Groß-Mühlberger. Das dem vom Puchleitenbach durchflossenen Tal zugewandte Kernwerk war durch einen Graben und einen Wall gesichert.

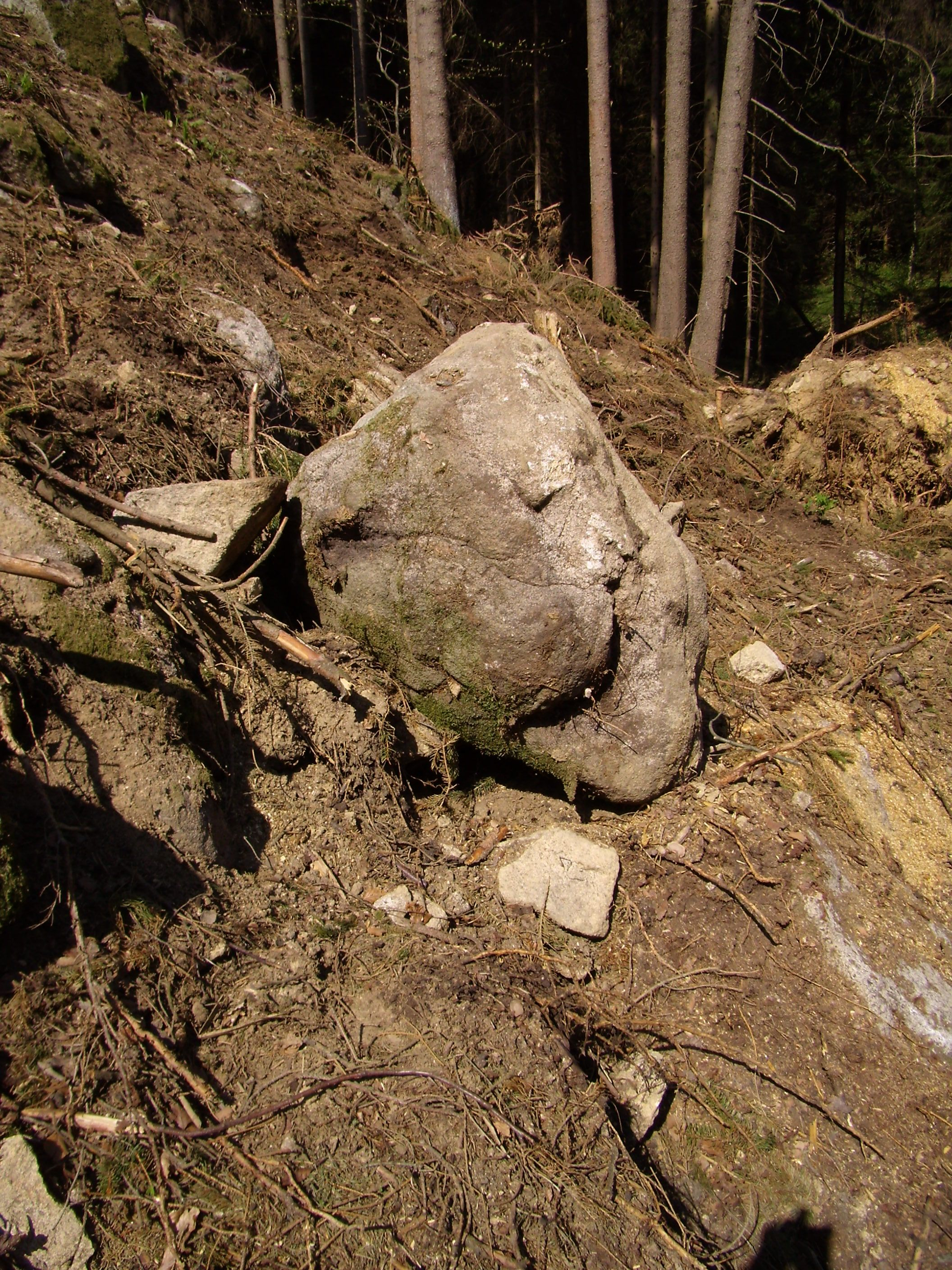
Elfenstein beim Burgstall Mühlberg

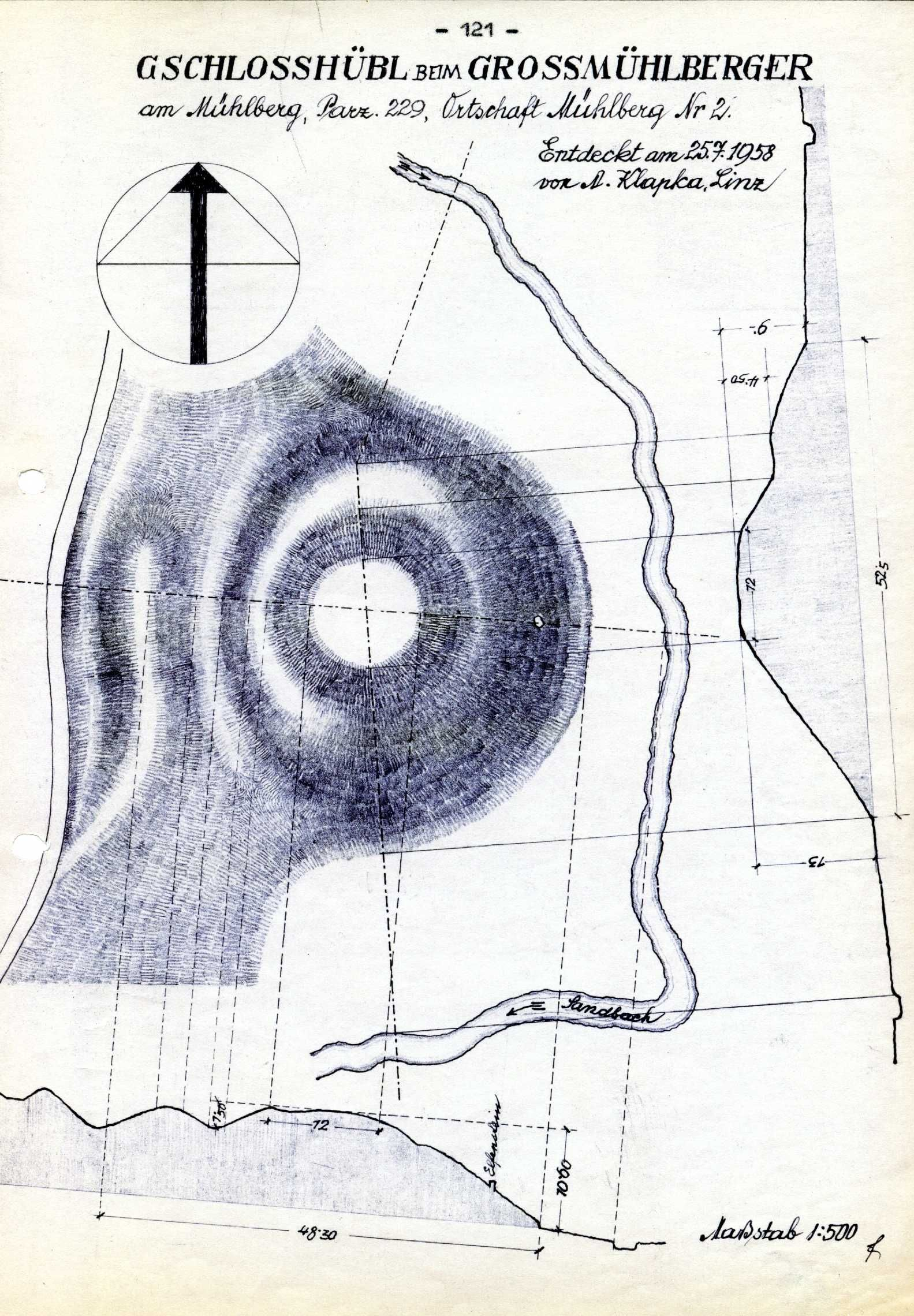
Planskizze der Burgstalls Mühlberg

Bei einer Probegrabung in den 1960er Jahren konnten zwei Pfeilspitzen, Tonscherben und Kohle gefunden werden. Das Objekt ist 2007 bei einer Wurzelstockrodung massiv beeinträchtigt worden, aber immer noch in Ansätzen erkennbar. Auf dem Burgstall war auch der sog. Elfenstein platziert. Es handelt sich dabei um einen ungefähr einen Meter hohen Monolith unbestimmter Bedeutung, der vermutlich in Zusammenhang mit der ehemaligen Burganlage zu sehen ist (eventuell handelte es sich um einen Mauerstein des „Festen Hauses“). Bis 2007 stand er im Erdreich des Burgstalls, dann wurde er herausgerissen und ist den Hang in Richtung Bach hinuntergekollert.
Die Anlage steht nicht unter Denkmalschutz.